# جیمز کامرون
جیمز فرانسیس کامرون CC (انگلیسی: James Francis Cameron؛ زادهٔ ۱۶ اوت ۱۹۵۴) کارگردان، تهیه‌کننده، فیلم‌نامه‌نویس و تدوین‌گر کانادایی است. او بیشتر برای خلق فیلم‌های علمی-تخیلی و حماسی معروف است. کامرون نخستین بار برای کارگردانی نابودگر (۱۹۸۴) شناخته شد. او با بیگانه‌ها (۱۹۸۶)، ورطه (۱۹۸۹)، نابودگر ۲: روز داوری (۱۹۹۱)، و دروغ‌های حقیقی (۱۹۹۴) موفقیت‌های بیشتری را کسب کرد. دیگر فیلم‌های پرهزینهٔ او تایتانیک (۱۹۹۷) ، آواتار (۲۰۰۹) و آواتار: راه آب (۲۰۲۲)  هستند. او برای تایتانیک جوایز اسکار بهترین فیلم، بهترین کارگردانی و  بهترین تدوین را دریافت کرد. آواتار نیز برایش نامزدی‌هایی را در همان دسته‌بندی‌ها به همراه داشت.
او بنیان‌گذار لایتستورم اینترتینمنت، دیجیتال دامین و ارث‌شیپ پروداکشنز است. او علاوه بر فیلم‌سازی، کاوش‌گر دریا در نشنال جئوگرافیک است و تعدادی مستند در این زمینه نظیر اشباح غوطه‌ور (۲۰۰۳) تهیه کرده‌است. کامرون در تکنولوژی‌های فیلمبرداری زیر آب و وسایل نقلیه از راه دور مشارکت داشته‌است و به ایجاد سیستم دوربین دیجیتال فیوژن سه بعدی کمک کرد. کامرون در سال ۲۰۱۲ اولین فردی بود که به تنهایی به پایین‌ترین نقطه درازگودال ماریانا، عمیق‌ترین قسمت اقیانوسی زمین، رفت.
فیلم‌های کامرون تقریباً ۲ میلیارد دلار در آمریکای شمالی و ۶ میلیارد دلار در سراسر جهان فروش داشته‌اند. آواتار و "آواتار: راه آب" و تایتانیک به ترتیب با ۲٫۹۳ میلیارد دلار و ۲٫۳۲ میلیارد دلار و ۲٫۲۵ میلیارد دلار فروش، پرفروش‌ترین و سومین و چهارمین فیلم پرفروش تاریخ هستند. کامرون موفق به کارگردانی دو فیلم اول از پنج فیلم تاریخ شده که بیش از ۲ میلیارد دلار در سراسر جهان فروش داشته‌اند. در سال ۲۰۱۰، مجلهٔ تایم کامرون را به عنوان یکی از ۱۰۰ فرد تأثیرگذار در جهان معرفی کرد. کامرون همچنین طرفدار محیط زیست است و چندین تجارت مجاز را اداره می‌کند.

## ورود به سینما

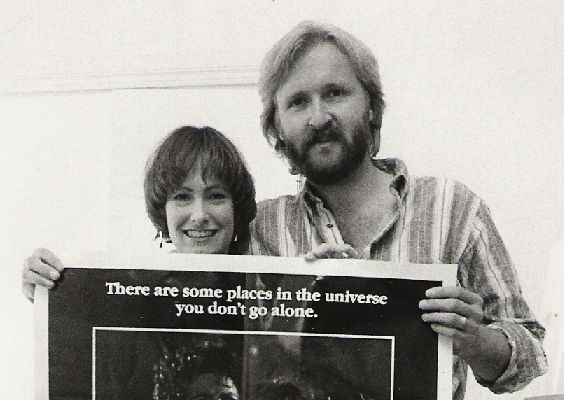
جیمز کامرون و گیل آن هارد تیم تهیه پشت صحنه فیلم بیگانه‌ها

در ایام نوجوانی خانواده‌اش به دهکده آرنج در جنوب کالیفرنیا نقل مکان کرد، و چندی بعد با خواندن کتابی دربارهٔ فیلم‌نامه‌نویسی با همکاری یکی از دوستانش یک فیلم‌نامه ده دقیقه‌ای نوشت، و آن را به طریقه ۳۵ میلی‌متری فیلم‌برداری کرد. کامرون با این فیلم در رشته‌های جلوه‌های ویژه، تمهیدات سینمایی و شیشه شفاف دست به آزمایش و تجربه زد. خودش گفته‌است: «به کتابخانه USC رفتم و هر چه مربوط به تکنولوژی فیلم بود پیدا کردم و خواندم. از صفحات کپی می‌گرفتم و از صفحات دیگر یادداشت برمی‌داشتم. در تکنولوژی سینما مجانی فارغ‌التحصیل شدم. در دانشکده ثبت نام نکرده بودم، بلکه تمام اوقات در کتابخانه بودم. معمولاً کوهی از کاغذ و پوشه در کنارم بود تا بیاموزم که جلوه‌های ویژه چگونه انجام می‌شوند.»
کامرون پس از پایان تحصیلات به هالیوود رفت و در دهه هشتاد به عنوان فیلم‌نامه‌نویس و کارگردانی فن‌آور شناخته شد.
کامرون مانند بسیاری از کارگردان‌های آمریکایی فعالیت خود را از کمپانی «نیو ورلد پیکچرز» که متعلق به کارگردان آمریکایی راجر کورمن بود، آغاز کرد. کورمن به دلیل مشکلات فراوان که با صاحبان پر قدرت استودیوها، انجمن تولیدکنندگان و انجمن پخش و توزیع فیلم در آمریکا داشت، کمپانی «نیو ورلد پیکچرز» را تأسیس کرده بود و هم به تهیه فیلم‌های تجاری پرفروش می‌پرداخت، و هم امکان تهیه فیلم‌های هنری فیلم سازان اروپایی مثل فرانسوا تروفو، فدریکو فلینی و اینگمار برگمان را فراهم کرد.
جنگ فراسوی ستارگان نخستین فیلمی بود که کامرون در آن به عنوان طراح و سازنده صحنه‌ها از خود ابتکار عمل نشان داد، و در به تصویر کشیدن فیلمنامه‌ای که جان سیلس با الهام از فیلم هفت سامورایی نوشه بود قدرت استعداد و خلاقیت خود را به کار گرفت. کهکشان وحشت و فرار از نیویورک(۱۹۸۱) فیلم‌های دیگری هستند که کامرون در برنامه‌ریزی تولید و مسئولیت جلوه‌های ویژه آن‌ها همکاری داشت. در چنین موقعیتی راجر کورمن فرصتی طلایی برای کامرون فراهم کرد تا نخستین فیلم خود را در سال ۱۹۸۱ به نام پیرانا ۲: تخم‌ریزی کارگردانی کند. قسمت اول این فیلم جان سی لز و جودانته با الهام از آرواره‌ها (فیلمی از استیون اسپیلبرگ) نوشته و ساخته بودند. پیرانا ۲ فیلمی با ساختار سینمایی ضعیف بود و در نمایش عمومی از جهت تجاری با شکست رو به رو شد.
جیمز کامرون پس از شکست پیرانا ۲ گفت: به آدمی شباهت داشتم که زیر آب مانده‌است. می‌دانستم که اگر قرار باشد روزی دوباره پشت دوربین فیلمبرداری قرار بگیرم، بایستی فیلمی برای خود بسازم؛ بنابراین شروع به نوشتن فیلم‌نامه کردم. من در جلوه‌های ویژه سابقه مفیدی داشتم؛ بنابراین طبیعی بود که سراغ فیلمنامه‌ای با موضوعی علمی و خیالی بروم، و چون می‌دانستم قادر نیستم برای تهیه این فیلم بیشتر از سه تا چهار میلیون دلار فراهم کنم داستانی علمی و خیالی نوشتم که ماجرای آن در دوره معاصر می‌گذرد.

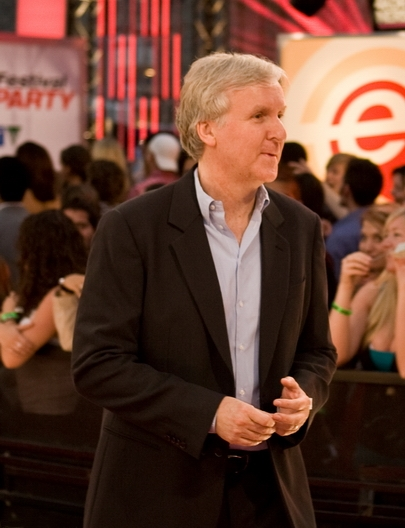
جیمز کامرون در سال ۲۰۰۷

فیلم دوم کامرون ترمیناتور یا نابودگر بود که کامرون آن را با بازی آرنولد شوارتزنگر، مایکل بین، لیندا همیلتون و پل وینفیلد ساخت.
برای تولید ترمیناتور ۶ میلیون دلار هزینه شد، و وقتی فیلم در سال ۱۹۸۴ درست به آستانه انتخابات ریاست جمهوری آمریکا به نمایش درآمد کنایه‌ای بر «طلوع» عصر زمامداری رونالد ریگان قلمداد شد، و از آرنولد شوارتزنگر به عنوان مخوفترین فرانکنشتاین نیم قرن اخیر سخن گفته شد.
پس از موفقیت غیرمنتظره ترمیناتور، که ۸۴ میلیون دلار درآمد داشت، کامرون در نوشتن فیلم‌نامه رمبو: اولین خون قسمت دوم (۱۹۸۵) با سیلوستر استالونه همکاری کرد و سپس در سال ۱۹۸۶ دنباله بیگانه را تحت عنوان بیگانه‌ها را با بازی سیگورنی ویور، کاری هن و مایکل بین ساخت.
فیلم بعدی جیمز کامرون ورطه نام داشت. ورطه در سال ۱۹۸۹ با بازی اد هریس، مری الیزابت ماسترانتونیو و مایکل بین شناخته شد.

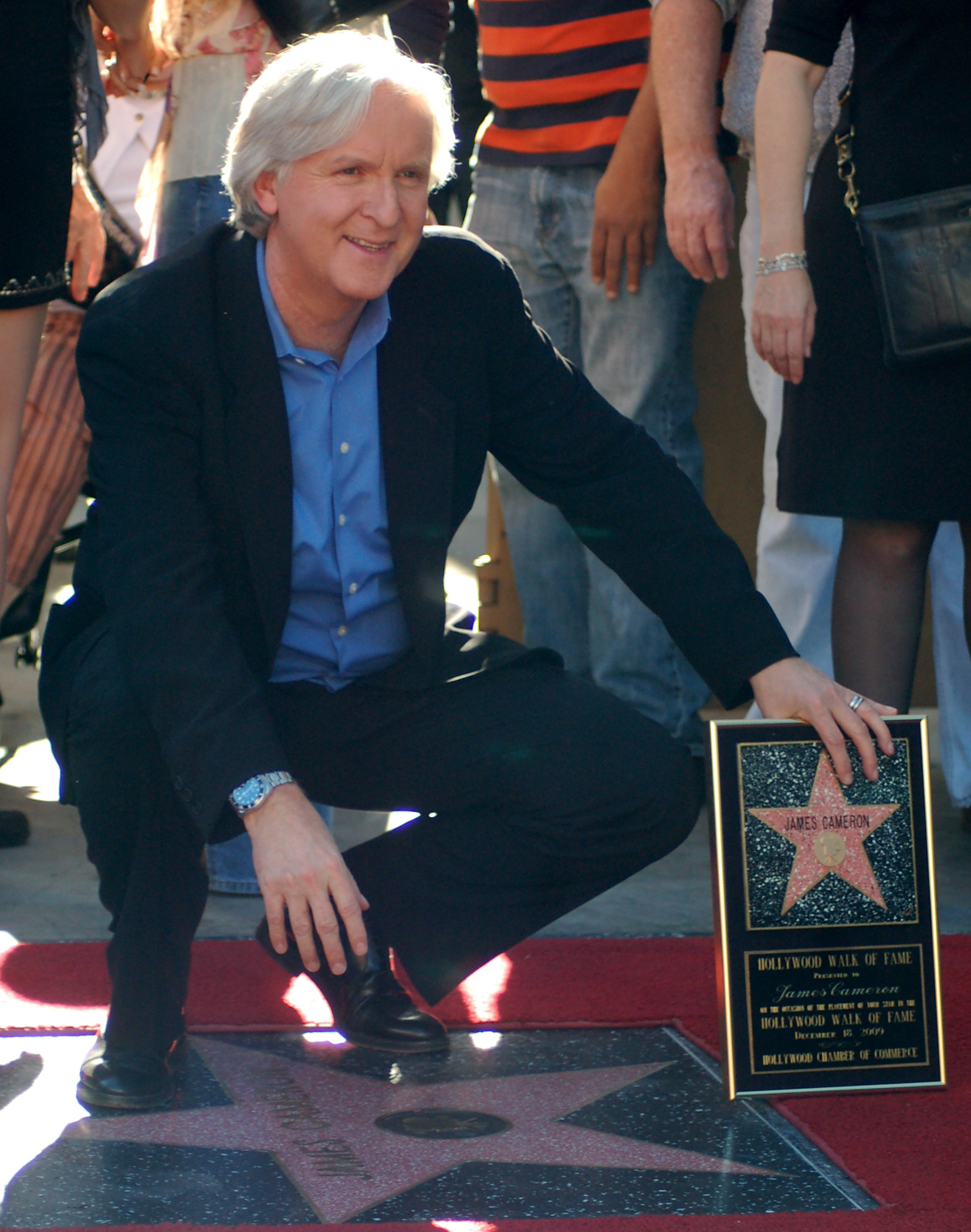
جیمز کامرون در پیاده‌روی مشاهیر هالیوود دسامبر ۲۰۰۹

نابودگر ۲: روز داوری پر آوازه‌ترین فیلم کامرون تا آغاز دهه نود میلادی است. او که ترمیناتور را با هزینه‌ای بالغ بر شش میلیون دلار ساخته بود، در حرکتی بلند پروازانه ترمیناتور ۲ را با هزینه‌ای بالغ بر یکصد میلیون دلار ساخت.
دروغ‌های حقیقی فیلم دیگری از جیمز کامرون است که او در سال ۱۹۹۴ با بازی آرنولد شوارتزنگر، جیمی لی کرتیس و تام آرنولد با هزینه‌ای بالغ بر یکصدو بیست میلیون دلار ساخت.
و اما تایتانیک ساخته جیمز کامرون است که با فروش افسانه آیش کامرون را در مقام یکی از ثروتمندترین مردان جهان قرار داد.
پس از اینکه کشتی اقیانوس پیمای تایتانیک در سال ۱۹۱۲، با وزن شصت هزار تن و دویست و هفتاد متر طول، که از بلندترین آسمان خراش‌های آن روزهای نیویورک بلندتر بود، به آب انداخته شد و چند روز بعد با ۲۲۴۳ نفر مسافر و خدمه، بر اثر برخورد با کوه یخ در اقیانوس اطلس زیر آب فرورفت، و ۱۵۱۳ نفر جان خود را از دست دادند. این حادثه اندوه‌بار به موضوع جذابی برای سینماگران درآمد تا فیلم‌هایی از این ماجرا عرضه کنند. نجات یافتگان از تایتانیک (۱۹۱۲)، تایتانیک (هربرت سپلین، ۱۹۴۳)، شب به یاد ماندنی (جرج روی هیل، ۱۹۵۷)، شب به یاد ماندنی (روی وارد بیکر، ۱۹۵۸)، تایتانیک (نسخه موزیکال)، مالی براون غرق ناشدنی (چارلز والتر، ۱۹۶۴)و شب یخی (نسخه آلمانی) فیلم‌هایی هستند که پیش از فیلم پر خرج و جاه طلبانه کامرون ساخته و عرضه شدند.
آنچه باعث ساخته شدن این فیلم توسط جیمز کامرون شد، در کلام خود او آشکار است: «دهم آوریل ۱۹۱۲. تکنولوژی آرزوی دو دهه انسان را با نمایش معجزه‌ای با شکوه تحقق می‌بخشد. در آن زمان چه چیز بهتر از به آب انداختن تایتانیک بزرگ‌ترین و باشکوه‌ترین وسیله نقلیه ساخته شده توسط انسان، می‌توانست نشانه تفوق انسان بر طبیعت باشد، اما فقط چهار روز ونیم بعد رؤیای انسان فرو می‌ریزد. افسانه این بانوی دریاها، کشتی رؤیاها، در کابوسی هولناک به پایان می‌رسد، و توان شکست ناپذیر انسان در برابر چشمان وحشت زده دو هزار و پانصد مسافر مغلوب ضعف‌های همیشگی انسان می‌شود، و آنچه باقی می‌ماند تکبر، بی خیالی، آز و آسوده طلبی است که مسبب این فاجعه بود.»
فیلم موفق دیگر کامرون فیلم آواتار بود. فیلم نه تنها پرفروش‌ترین فیلم سال ۲۰۰۹ بود، بلکه پرفروش‌ترین فیلم تمام تاریخ سینما نیز شد. اما در سال ۲۰۱۹ این مقام به انتقام جویان پایان بازی جایگزین شد. این فیلم علمی تخیلی باعث شد که کامرون برای بار دوم (بعد از تایتانیک) برای به‌دست آوردن جایزهٔ گلدن گلوب بهترین کارگردانی به روی سن برنده برود. او همچنین برای اسکار بهترین کارگردانی نیز کاندید شد هر چند که به همسر سابقش کاترین بیگلو و فیلم موفق او (مهلکه) باخت.
کامرون قرار است ادامه آواتار را در چهار قسمت بسازد که دومین قسمت آواتار در دسامبر سال ۲۰۲۲ اکران شد.
او برای نوشتن فیلم‌نامه سایر قسمت‌ها از جاش فریدمن، ریک جافا، آماندا سیلور و شین سالرنو دعوت به همکاری کرده‌است.
در سال ۲۰۱۳ ثروت وی بالغ بر ۹۰۰ میلیون دلار تخمین زده شده‌است.

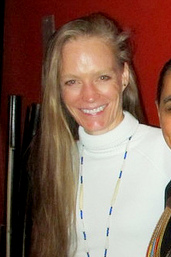
سوزی آمیس پنجمین همسر جیمز کامرون

## زندگی شخصی
وی تاکنون پنج بار ازدواج کرده است. ابتدا با شارون ویلیامز (۱۹۷۸–۱۹۸۴) سپس با گیل آن هرت (۱۹۸۵–۱۹۸۹) بعد با کاترین بیگلو (۱۹۸۹–۱۹۹۱) کارگردان برنده جایزه اسکار و لیندا همیلتون ستاره فیلم‌های نابودگر و نابودگر ۲: روز داوری (۱۹۹۷–۱۹۹۹) ازدواج کرده است.
از سال ۲۰۰۰ وی با سوزی آمیس بازیگر و مدل آمریکایی ازدواج نموده است.

## سبک فیلم‌ساز

### مضامین
فیلم‌های کامرون اغلب بر اساس مضامینی ساخته شده‌اند که به بررسی تعارضات میان ماشین‌های هوشمند و انسانیت یا طبیعت، خطرات حرص و طمع شرکت‌ها، شخصیت‌های زن قدرتمند و خرده‌پِی‌رنگ‌های عاشقانه. می‌پردازند. کامرون همچنین در مصاحبه‌ای گفت: «همه فیلم‌های من داستان‌های عاشقانه هستند.» هر دو فیلم تایتانیک و آواتار بابت به تصویر کشیدن عشق نافرجام مورد توجه هستند. شخصیت‌هایی که در محیط‌های احساسی و دراماتیک در طبیعت وحشی دریا رنج می‌کشند، در فیلم‌های ورطه و تایتانیک کاوش شده‌اند. مجموعه فیلم‌های ترمیناتور، فناوری را به‌عنوان دشمنی معرفی می‌کند که می‌تواند به نابودی بشریت منجر شود. به‌طور مشابه، آواتار قوم‌های بومی را به عنوان گروهی صادق به تصویر می‌کشد، در حالی که «فرهنگ امپریالیستی پیشرفته از نظر فناوری، اساساً شرور است.» خطر جنگ هسته‌ای، که در فیلم‌های نابودگر، نابودگر ۲: روز داوری و فیلم آینده‌اش آخرین قطار از هیروشیما به نمایش درآمده، یکی از ترس‌های کامرون بوده که از زمان تماشای بحران موشکی کوبا در هشت سالگی تجربه کرده است.

## فیلم‌شناسی
| سال  | عنوان                | توزیع‌کننده                              |
| ---- | -------------------- | --------------------------------------- |
| ۱۹۸۲ | پیرانا ۲: تخم‌ریزی    | ساترن اینترنشنال پیکچرز / کلمبیا پیکچرز |
| ۱۹۸۴ | نابودگر              | اوریون پیکچرز                           |
| ۱۹۸۶ | بیگانه‌ها             | فاکس قرن بیستم                          |
| ۱۹۸۹ | ورطه                 | فاکس قرن بیستم                          |
| ۱۹۹۱ | نابودگر ۲: روز داوری | ترای‌استار پیکچرز                        |
| ۱۹۹۴ | دروغ‌های حقیقی        | فاکس قرن بیستم / یونیورسال پیکچرز       |
| ۱۹۹۷ | تایتانیک             | پارامونت پیکچرز / فاکس قرن بیستم        |
| ۲۰۰۳ | اشباح غوطه‌ور         | والت دیزنی پیکچرز                       |
| ۲۰۰۵ | بیگانه‌های ژرفا       | والت دیزنی پیکچرز                       |
| ۲۰۰۹ | آواتار               | فاکس قرن بیستم                          |
| ۲۰۲۲ | آواتار: راه آب       | استودیوهای قرن بیستم                    |
| ۲۰۲۵ | آواتار: آتش و خاکستر | استودیوهای قرن بیستم                    |
| ۲۰۲۹ | آواتار ۴             | استودیوهای قرن بیستم                    |

## جوایز

### جوایز اسکار
| سال  | جایزه       | رشته                         | عنوان          | نتیجه    |
| ---- | ----------- | ---------------------------- | -------------- | -------- |
| ۱۹۹۸ | جوایز اسکار | جایزه اسکار بهترین کارگردانی | تایتانیک       | برنده    |
| ۱۹۹۸ | جوایز اسکار | جایزه اسکار بهترین فیلم      | تایتانیک       | برنده    |
| ۱۹۹۸ | جوایز اسکار | جایزه اسکار بهترین تدوین     | تایتانیک       | برنده    |
| ۲۰۱۰ | جوایز اسکار | جایزه اسکار بهترین کارگردانی | آواتار         | نامزدشده |
| ۲۰۱۰ | جوایز اسکار | جایزه اسکار بهترین فیلم      | آواتار         | نامزدشده |
| ۲۰۱۰ | جوایز اسکار | جایزه اسکار بهترین تدوین     | آواتار         | نامزدشده |
| ۲۰۲۳ | جوایز اسکار | جایزه اسکار بهترین فیلم      | آواتار: راه آب | نامزدشده |

### جوایز گلدن گلوب
| سال  | جایزه           | رشته                             | عنوان          | نتیجه    |
| ---- | --------------- | -------------------------------- | -------------- | -------- |
| ۱۹۹۸ | جوایز گلدن گلوب | جایزه گلدن گلوب بهترین کارگردانی | تایتانیک       | برنده    |
| ۱۹۹۸ | جوایز گلدن گلوب | جایزه گلدن گلوب بهترین فیلم درام | تایتانیک       | برنده    |
| ۱۹۹۸ | جوایز گلدن گلوب | جایزه گلدن گلوب بهترین فیلم نامه | تایتانیک       | نامزدشده |
| ۲۰۱۰ | جوایز گلدن گلوب | جایزه گلدن گلوب بهترین کارگردانی | آواتار         | برنده    |
| ۲۰۱۰ | جوایز گلدن گلوب | جایزه گلدن گلوب بهترین فیلم درام | آواتار         | برنده    |
| ۲۰۲۳ | جوایز گلدن گلوب | جایزه گلدن گلوب بهترین کارگردانی | آواتار: راه آب | نامزدشده |
| ۲۰۲۳ | جوایز گلدن گلوب | جایزه گلدن گلوب بهترین فیلم درام | آواتار: راه آب | نامزدشده |

### جوایز بفتا
| سال  | جایزه      | رشته                         | عنوان    | نتیجه    |
| ---- | ---------- | ---------------------------- | -------- | -------- |
| ۱۹۹۸ | جوایز بفتا | جایزه بفتای بهترین کارگردانی | تایتانیک | نامزدشده |
| ۱۹۹۸ | جوایز بفتا | جایزه بفتای بهترین فیلم      | تایتانیک | نامزدشده |
| ۱۹۹۸ | جوایز بفتا | جایزه بفتای بهترین تدوین     | تایتانیک | نامزدشده |
| ۲۰۱۰ | جوایز بفتا | جایزه بفتای بهترین کارگردانی | آواتار   | نامزدشده |
| ۲۰۱۰ | جوایز بفتا | جایزه بفتای بهترین فیلم      | آواتار   | نامزدشده |
| ۲۰۱۰ | جوایز بفتا | جایزه بفتای بهترین تدوین     | آواتار   | نامزدشده |